# Pungrotter
Pungrotter (Didelphidae) er en familie af pungdyr. De er den artsrigeste familie af pungdyr med mere end 110 arter fordelt på 18 slægter. Pungrotter er i nutiden udelukkende udbredt i Amerika, men fandtes i tertiærtiden også i Europa. Amerikanske pungrotter er en del af ordenen Didelphimorphia, men undertiden forveksles de med pungdyr af ordenen phalangeriformes fra Australien, fordi de begge kaldes "possums" på engelsk.

## Kendetegn
Dyrene i denne gruppe varierer i både størrelse og pelsfarve. Kropslængden (hoved og krop) varierer mellem 8 og 50 centimeter og vægten ligger mellem 13 gram og 5 kilogram. De største individer findes i slægten Didelphis, som inkluderer den nordamerikanske pungrotte. Halen er oftest længere end kroppen og anvendes af flere arter som griberedskab. Af halen er den yderste 2/3 eller mere  nøgen. Kun hos arten Glironia venusta er halen næsten helt dækket af pels. Pelsen er oftest tæt, ulden og kort. Pelsens farve varierer fra art til art. Ørerne er normalt store, runde og nøgne. Poterne har 5 tæer og de bagerste har modstillet storetå uden klo. Hos arter som klatrer i træer findes normalt desuden en modstillet tommel. Bagbenene er ikke forlængede.
Pungrotter udmærker sig desuden ved forekomsten af det største antal fortænder hos nutidens pattedyr (10 i overkæben og 8 i underkæben). Også hjørnetænderne er stærkt udviklede. Tandformlen er 5.1.3.44.1.3.4, altså 50 tænder.
Pungrotter har et meget godt udviklet immunsystem og visse individer er helt uimodtagelige over for giften fra klapperslanger og visse grubeorme.

## Udbredelse og habitat
De fleste arter forekommer i Syd- og Mellemamerika. En enkelt art, nordamerikansk pungrotte, har dog udvidet sit udbredelsesområde til store dele af USA samt sydlige Canada. De lever i mange forskellige habitater, lige fra regnskove til græssletter. Visse arter, især fra slægten Didelphis, har tilpasset sig mennesket. De har som kulturfølgere et større udbredelsesområde end tidligere. I bjergområder når de op til 3000 meter over havet.

## Levevis
Næsten alle er nataktive og lever mest enligt. En undtagelse er slægten Monodelphis, hvor individerne kan være aktive i skumringen eller om dagen. De fleste klatrer i træer og kan anvende deres hale til at hænge i træernes grene. Andre arter lever på jorden, og pungodder har tilpasset sig livet i vand.
Individer i slægten Didelphis har en unik måde at forsvare sig på ved at spille døde: "playing opossum".

### Føde
Arterne i gruppen er altædere, insektædere eller rovdyr. Føden består for eksempel af snegle, rødder og frugter.

### Formering
Antallet af dievorter varierer mellem 5 og 27. Pungens (marsupium) udvikling er meget forskellig. Mens den hos nogle arter er fuldstændig udviklet og dyb, består den hos andre bare af to hudfolder eller mangler helt. Drægtighedstiden varer ofte kun 12 til 14 dage og er en af de korteste blandt alle pattedyr. Mange unger fødes ad gangen og ungerne udvikler sig hurtigt. Pungrotter kan blive op til 10 år gamle, men de fleste arter bliver kun mellem et og to år gamle.

## Evolutionshistorie
Tidlige fossiler som regnes til ordnen Didelphimorphia er kendt fra sen kridt og familien Didelphidae opstod sandsynligvis i Mellem Eocæn (for 38-48 millioner år siden). I de geologiske perioder Eocæn og Miocæn fandtes pungrotter også i Europa. I Miocæn uddøde også den nordamerikanske bestand, men pungrotterne vendte tilbage ved dannelsen af landbroen ved Panamatangen.

## Systematik
- Familie Didelphidae, med udvalgte arter[8]
  - Underfamilie Caluromyinae
    - Slægt Caluromys
    - Slægt Caluromysiops
      - Caluromysiops irrupta

    - Slægt Glironia
      - Glironia venusta

  - Underfamilie Didelphinae
    - Slægt Chacodelphys
      - Chacodelphys formosa

    - Slægt Chironectes
      - Pungodder (Chironectes minimus)

    - Slægt Cryptonanus
    - Slægt Didelphis med bland annat nordamerikansk opossum (Didelphis virginiana)
    - Slægt Gracilinanus
    - Slægt Hyladelphys
      - Hyladelphys kalinowskii

    - Slægt Lestodelphys
      - Lestodelphys halli

    - Slægt Lutreolina
      - Lutreolina crassicaudata

    - Slægt Marmosa
    - Slægt Marmosops
    - Slægt Metachirus
      - Metachirus nudicaudatus

    - Slægt Micoureus
    - Slægt Monodelphis
    - Slægt Philander
    - Slægt Thylamys
    - Slægt Tlacuatzin
      - Tlacuatzin canescens

Underfamilien Caluromyinae (uden Glironia venusta) og slægten Glironia betragtes undertiden som familier.